# Кучер Борис Якович
Кучер Борис Якович (3 грудня 1929, Київ — 17 травня 2015, Київ) — український архітектор. Член НСАУ (1957). Заслужений архітектор України (1995). Член-кореспондент Української академії архітектури (2003). 

## Діяльність[1]
1953 — закінчив Київський інженерно-будівельний інститут.
1953–61 архітектор та 1961–67 — головний архітектор в інституті «Гіпроцивільпромбуд» (Київ).
1967–72 — головний архітектор інституту «Укрсоюзкурортпроект». 
1972–84 — головний архітектор НДПІ (Науково-дослідний і проектний інститут) містобудування.
1984–2004 — головний архітектор в інституті «Гіпроцивільпромбуд». 
Серед реалізованих проектів:
- Центральний критий ринок м. Києва (Сінний), вул. Воровського, № 17 (співпраця з Семеном Фрідліном 1949-1958).[2]
- Будинок вул. Софійська, 2 (1956–1957) -  частина архітектурного ансамблю Майдану Незалежності (на розі Софіївської і Малої Житомирської). Арх. Б. Кучер, С. Фрідлін.[3][4]
- Інститут електрозварювання АН УРСР на розі вул. К. Малевича (тоді В. Боженка) та Ділової (тоді Г. Димитрова) (1967),
- НДПІ містобудування на вул. Велика Житомирська, № 9 (1974),
- адміністративно-виробничий будинок «Укрпрофоздоровниця» на вул. Шота Руставелі, № 41 (1978),
- Академія НБУ на вул. Андріївська, № 1 (1998),
- масив Нивки-4 на Гостомельському шосе (1967) у Києві,
- Будинок уряду МРСР у Кишиневі (1960–65),
- Черкаський муз.-драм. театр ім. Т. Шевченка (1961–65),
- Будинок профспілок у Вінниці (1971),
- генплан і головний павільйон Центрального колгоспного ринку (1995) у Вінниці,
- Будинок профспілок у Херсоні (1972),
- житловий будинок на вул. Червоноармійська (Героїв Майдану), № 65 у Чернівцях (2002).